# Young Marble Giants
Young Marble Giants（年轻的大理石巨人）是一支1978年组建于威尔士加的夫的后朋克三人乐队。乐队成员包括乐手菲利普·莫沙漢和史都亞特·莫沙漢兄弟，及主唱阿利森·史塔頓。他们的音乐以编曲简洁有力为标志。